# Paraguaçu Paulista
Paraguaçu Paulista là một đô thị ở bang São Paulo của Brasil. Đô thị này nằm ở vĩ độ 22º24'46" độ vĩ nam và kinh độ 50º34'33" độ vĩ tây, trên khu vực có độ cao 506 m. Dân số năm 2004 ước tính là 42.582 người. 
Đô thị này có diện tích 1.001,094 km².

## Thông tin nhân khẩu
Dữ liệu dân số theo điều tra dân số năm 2000
- População Total - 39.618
  - Dân số thành thị: 36.625
  - Dân số nông thôn: 2.993
  - Nam giới: 19.640
  - Nữ giới: 19.978
- Mật độ dân số - (người/km²) - 39,57
- Tỷ lệ tử vong trẻ sơ sinh - até 1 ano (por mil) - 19,83
- Tuổi thọ bình quân (tuổi) - 69,24
- Tỷ lệ sinh - (số trẻ trên mỗi bà mẹ) - 2,01
- Alfabetização - (Percentual de Alfabetização) - 90,11%
- Chỉ số phát triển con người - (HDI-M) - 0,773
  - Chỉ số phát triển con người - Thu nhập - 0,707
  - Chỉ số phát triển con người - Tuổi thọ - 0,737
  - Chỉ số phát triển con người - Giáo dục - 0,876

(Nguồn: IPEADATA)

## Sông ngòi
- Sông Capivara
- Ribeirão do Alegre

## Các xa lộ
- SP-284
- SP-421

## Các khu phố
- Roseta
- Conceição de Monte Alegre
- Sapezal
- Campinho
- Cardoso de Almeida
- São Mateus